# Extra point

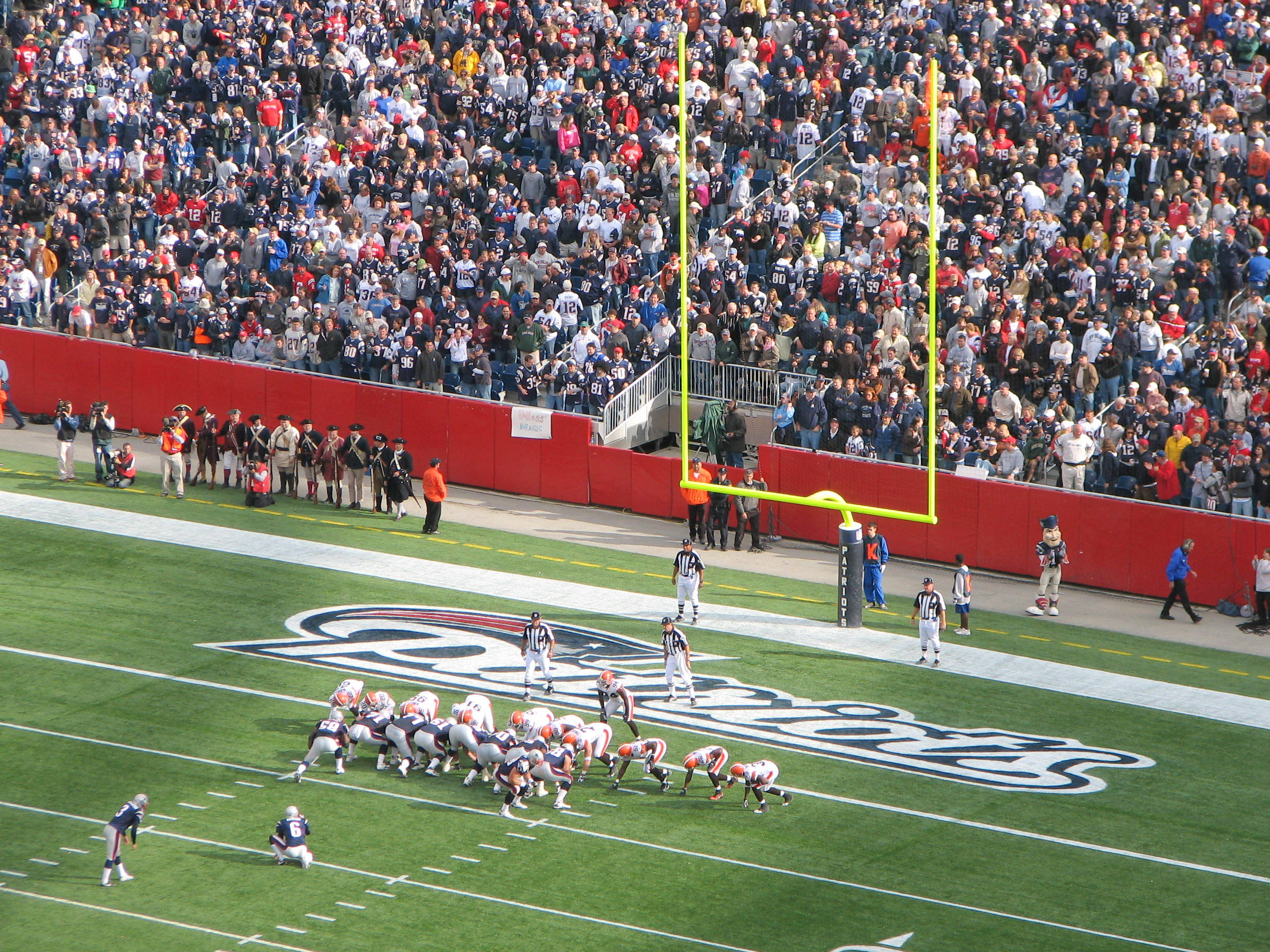
Una tipica situazione per il calcio di un extra point: il kicker è Stephen Gostkowski di New England contro Cleveland, 2007

L'extra point (in italiano punto extra) nel football americano è un calcio che viene fatto solamente dopo un touchdown, se realizzato da 1 punto in più.
La palla viene posta sulle 15 yard avversarie e una volta che viene "snappata" dal long snapper viene fermata da un giocatore, l'holder, e calciata da un altro, il kicker. Fino alla stagione 2014 la palla veniva posta sulle 2 yard avversarie. A partire dal 2015 fu approvata una regola che la arretrava di 13 yard. Nella stessa stagione, la Canadian Football League portò il tentativo di extra point dalle 5 alle 25 yard.
In gergo ci si può riferire a quest'azione con altre espressioni: convert, conversion, try, point after touchdown e point-after try (PAT).